# Liste der Gemeinden im Landkreis Bayreuth

Karte des Landkreises Bayreuth

Die Liste der Gemeinden im Landkreis Bayreuth gibt einen Überblick über die Verwaltungseinheiten des Landkreises. Es gibt 33 politische Gemeinden, von denen 13 eine eigene Verwaltung haben, und 6 Verwaltungsgemeinschaften.

## Legende
- Verwaltungseinheit: Name der Gemeinde und Angabe der Gemeindeart: Gemeinde (–), Markt (M), Stadt (St) oder Name der Verwaltungsgemeinschaft. Einheitsgemeinden wie auch Verwaltungsgemeinschaften sind fett gedruckt
- Wappen: Wappen der Gemeinde
- GT: Gemeindeteile der Gemeinde. Der Wiki-Link ist mit der Gemeindegliederung der jeweiligen Gemeinde verknüpft.
- VG: Zeigt ggf. an, ob eine Gemeinde zu einer Verwaltungsgemeinschaft gehört
- Karte: Zeigt die Lage der Gemeinde im Landkreis
- Fläche: Fläche der Stadt beziehungsweise Gemeinde, angegeben in Quadratkilometer
- Einwohner: Zahl der Menschen die in der Gemeinde beziehungsweise Stadt leben (Stand: 31. Dezember 2024[1])
- EW-Dichte: Angegeben ist die Einwohnerdichte, gerechnet auf die Fläche der Verwaltungseinheit, angegeben in Einwohner pro km2 (Stand: 31. Dezember 2024[2])
- Statistik: Link zur kommunalen Statistik des Bayerischen Landesamts für Statistik
- Website: Website der der Gemeinde bzw. der Verwaltungsgemeinschaft

## Gemeinden
| Verwaltungseinheit                | Wappen                                            | GT | VG          | Karte                                                                 | Fläche in km²   | Einwohner      | Einwohner je km² | Statistik | Website |
| --------------------------------- | ------------------------------------------------- | -- | ----------- | --------------------------------------------------------------------- | --------------- | -------------- | ---------------- | --------- | ------- |
| Landkreis Bayreuth                | Wappen des Landkreises Bayreuth                   |    |             | Der Landkreis Bayreuth                                                | 1273,74         | 103215         | 81               | [ 3 ]     | [ 4 ]   |
| Betzenstein, VG                   |                                                   |    | Betzenstein | Lage der Verwaltungsgemeinschaft Betzenstein im Landkreis Bayreuth    | 67,15 (5.3 %)   | 3841 (3.7 %)   | 57               |           |         |
| Creußen, VG                       |                                                   |    | Creußen     | Lage der Verwaltungsgemeinschaft Creußen im Landkreis Bayreuth        | 116,07 (9.1 %)  | 7764 (7.5 %)   | 67               |           | [ 5 ]   |
| Hollfeld, VG                      |                                                   |    | Hollfeld    | Lage der Verwaltungsgemeinschaft Hollfeld im Landkreis Bayreuth       | 124,08 (9.7 %)  | 6887 (6.7 %)   | 56               |           | [ 6 ]   |
| Mistelbach, VG                    |                                                   |    | Mistelbach  | Lage der Verwaltungsgemeinschaft Mistelbach im Landkreis Bayreuth     | 34,44 (2.7 %)   | 5213 (5.1 %)   | 151              |           | [ 7 ]   |
| Mistelgau, VG                     |                                                   |    | Mistelgau   | Lage der Verwaltungsgemeinschaft Mistelgau im Landkreis Bayreuth      | 44,04 (3.5 %)   | 5116 (5 %)     | 116              |           |         |
| Weidenberg, VG                    |                                                   |    | Weidenberg  | Lage der Verwaltungsgemeinschaft Weidenberg im Landkreis Bayreuth     | 142,24 (11.2 %) | 9385 (9.1 %)   | 66               |           | [ 8 ]   |
| Ahorntal                          | Wappen der Gemeinde Ahorntal                      | 26 |             | Lage der Gemeinde Ahorntal im Landkreis Bayreuth                      | 43,47 (3.4 %)   | 2180 (2.1 %)   | 50               | [ 9 ]     | [ 10 ]  |
| Aufseß                            | Wappen der Gemeinde Aufseß                        | 10 | Hollfeld    | Lage der Gemeinde Aufseß im Landkreis Bayreuth                        | 29,41 (2.3 %)   | 1263 (1.2 %)   | 43               | [ 11 ]    | [ 12 ]  |
| Bad Berneck im Fichtelgebirge, St | Wappen der Gemeinde Bad Berneck im Fichtelgebirge | 38 |             | Lage der Gemeinde Bad Berneck im Fichtelgebirge im Landkreis Bayreuth | 38,26 (3 %)     | 4373 (4.2 %)   | 114              | [ 13 ]    | [ 14 ]  |
| Betzenstein, St                   | Wappen der Gemeinde Betzenstein                   | 24 | Betzenstein | Lage der Gemeinde Betzenstein im Landkreis Bayreuth                   | 51,85 (4.1 %)   | 2491 (2.4 %)   | 48               | [ 15 ]    | [ 16 ]  |
| Bindlach                          | Wappen der Gemeinde Bindlach                      | 35 |             | Lage der Gemeinde Bindlach im Landkreis Bayreuth                      | 37,60 (3 %)     | 7156 (6.9 %)   | 190              | [ 17 ]    | [ 18 ]  |
| Bischofsgrün                      | Wappen der Gemeinde Bischofsgrün                  | 15 |             | Lage der Gemeinde Bischofsgrün im Landkreis Bayreuth                  | 8,39 (0.7 %)    | 1939 (1.9 %)   | 231              | [ 19 ]    | [ 20 ]  |
| Creußen, St                       | Wappen der Gemeinde Creußen                       | 38 | Creußen     | Lage der Gemeinde Creußen im Landkreis Bayreuth                       | 64,89 (5.1 %)   | 4914 (4.8 %)   | 76               | [ 21 ]    | [ 22 ]  |
| Eckersdorf                        | Wappen der Gemeinde Eckersdorf                    | 24 |             | Lage der Gemeinde Eckersdorf im Landkreis Bayreuth                    | 36,17 (2.8 %)   | 5054 (4.9 %)   | 140              | [ 23 ]    | [ 24 ]  |
| Emtmannsberg                      | Wappen der Gemeinde Emtmannsberg                  | 21 | Weidenberg  | Lage der Gemeinde Emtmannsberg im Landkreis Bayreuth                  | 22,33 (1.8 %)   | 998 (1 %)      | 45               | [ 25 ]    | [ 26 ]  |
| Fichtelberg                       | Wappen der Gemeinde Fichtelberg                   | 3  |             | Lage der Gemeinde Fichtelberg im Landkreis Bayreuth                   | 5,16 (0.4 %)    | 1795 (1.7 %)   | 348              | [ 27 ]    | [ 28 ]  |
| Gefrees                           | Wappen der Gemeinde Gefrees                       | 44 |             | Lage der Gemeinde Gefrees im Landkreis Bayreuth                       | 50,30 (3.9 %)   | 4240 (4.1 %)   | 84               | [ 29 ]    | [ 30 ]  |
| Gesees                            | Wappen der Gemeinde Gesees                        | 7  | Mistelbach  | Lage der Gemeinde Gesees im Landkreis Bayreuth                        | 10,44 (0.8 %)   | 1251 (1.2 %)   | 120              | [ 31 ]    | [ 32 ]  |
| Glashütten                        | Wappen der Gemeinde Glashütten                    | 2  | Mistelgau   | Lage der Gemeinde Glashütten im Landkreis Bayreuth                    | 3,53 (0.3 %)    | 1284 (1.2 %)   | 364              | [ 33 ]    | [ 34 ]  |
| Goldkronach, St                   | Wappen der Gemeinde Goldkronach                   | 29 |             | Lage der Gemeinde Goldkronach im Landkreis Bayreuth                   | 30,67 (2.4 %)   | 3451 (3.3 %)   | 113              | [ 35 ]    | [ 36 ]  |
| Haag                              | Wappen der Gemeinde Haag                          | 11 | Creußen     | Lage der Gemeinde Haag im Landkreis Bayreuth                          | 15,89 (1.2 %)   | 946 (0.9 %)    | 60               | [ 37 ]    | [ 38 ]  |
| Heinersreuth                      | Wappen der Gemeinde Heinersreuth                  | 18 |             | Lage der Gemeinde Heinersreuth im Landkreis Bayreuth                  | 14,65 (1.2 %)   | 3700 (3.6 %)   | 253              | [ 39 ]    | [ 40 ]  |
| Hollfeld, St                      | Wappen der Gemeinde Hollfeld                      | 24 | Hollfeld    | Lage der Gemeinde Hollfeld im Landkreis Bayreuth                      | 80,66 (6.3 %)   | 4784 (4.6 %)   | 59               | [ 41 ]    | [ 42 ]  |
| Hummeltal                         | Wappen der Gemeinde Hummeltal                     | 20 | Mistelbach  | Lage der Gemeinde Hummeltal im Landkreis Bayreuth                     | 21,91 (1.7 %)   | 2462 (2.4 %)   | 112              | [ 43 ]    | [ 44 ]  |
| Kirchenpingarten                  | Wappen der Gemeinde Kirchenpingarten              | 16 | Weidenberg  | Lage der Gemeinde Kirchenpingarten im Landkreis Bayreuth              | 33,55 (2.6 %)   | 1244 (1.2 %)   | 37               | [ 45 ]    | [ 46 ]  |
| Mehlmeisel                        | Wappen der Gemeinde Mehlmeisel                    | 10 |             | Lage der Gemeinde Mehlmeisel im Landkreis Bayreuth                    | 13,23 (1 %)     | 1268 (1.2 %)   | 96               | [ 47 ]    | [ 48 ]  |
| Mistelbach                        | Wappen der Gemeinde Mistelbach                    | 6  | Mistelbach  | Lage der Gemeinde Mistelbach im Landkreis Bayreuth                    | 6,13 (0.5 %)    | 1500 (1.5 %)   | 245              | [ 49 ]    | [ 50 ]  |
| Mistelgau                         | Wappen der Gemeinde Mistelgau                     | 42 | Mistelgau   | Lage der Gemeinde Mistelgau im Landkreis Bayreuth                     | 42,52 (3.3 %)   | 3832 (3.7 %)   | 90               | [ 51 ]    | [ 52 ]  |
| Pegnitz, St                       | Wappen der Gemeinde Pegnitz                       | 49 |             | Lage der Gemeinde Pegnitz im Landkreis Bayreuth                       | 100,00 (7.9 %)  | 13665 (13.2 %) | 137              | [ 53 ]    | [ 54 ]  |
| Plankenfels                       | Wappen der Gemeinde Plankenfels                   | 14 | Hollfeld    | Lage der Gemeinde Plankenfels im Landkreis Bayreuth                   | 14,01 (1.1 %)   | 840 (0.8 %)    | 60               | [ 55 ]    | [ 56 ]  |
| Plech, M                          | Wappen der Gemeinde Plech                         | 6  | Betzenstein | Lage der Gemeinde Plech im Landkreis Bayreuth                         | 15,30 (1.2 %)   | 1350 (1.3 %)   | 88               | [ 57 ]    | [ 58 ]  |
| Pottenstein, St                   | Wappen der Gemeinde Pottenstein                   | 35 |             | Lage der Gemeinde Pottenstein im Landkreis Bayreuth                   | 73,29 (5.8 %)   | 5190 (5 %)     | 71               | [ 59 ]    | [ 60 ]  |
| Prebitz                           | führt kein Wappen                                 | 14 | Creußen     | Lage der Gemeinde Prebitz im Landkreis Bayreuth                       | 21,00 (1.6 %)   | 938 (0.9 %)    | 45               | [ 61 ]    | [ 62 ]  |
| Schnabelwaid, M                   | Wappen der Gemeinde Schnabelwaid                  | 8  | Creußen     | Lage der Gemeinde Schnabelwaid im Landkreis Bayreuth                  | 21,28 (1.7 %)   | 966 (0.9 %)    | 45               | [ 63 ]    | [ 64 ]  |
| Seybothenreuth                    | Wappen der Gemeinde Seybothenreuth                | 8  | Weidenberg  | Lage der Gemeinde Seybothenreuth im Landkreis Bayreuth                | 17,44 (1.4 %)   | 1279 (1.2 %)   | 73               | [ 65 ]    | [ 66 ]  |
| Speichersdorf                     | Wappen der Gemeinde Speichersdorf                 | 31 |             | Lage der Gemeinde Speichersdorf im Landkreis Bayreuth                 | 52,91 (4.2 %)   | 5840 (5.7 %)   | 110              | [ 67 ]    | [ 68 ]  |
| Waischenfeld, St                  | Wappen der Gemeinde Waischenfeld                  | 29 |             | Lage der Gemeinde Waischenfeld im Landkreis Bayreuth                  | 57,94 (4.5 %)   | 2989 (2.9 %)   | 52               | [ 69 ]    | [ 70 ]  |
| Warmensteinach                    | Wappen der Gemeinde Warmensteinach                | 18 |             | Lage der Gemeinde Warmensteinach im Landkreis Bayreuth                | 32,62 (2.6 %)   | 2169 (2.1 %)   | 66               | [ 71 ]    | [ 72 ]  |
| Weidenberg, M                     | Wappen der Gemeinde Weidenberg                    | 53 | Weidenberg  | Lage der Gemeinde Weidenberg im Landkreis Bayreuth                    | 68,92 (5.4 %)   | 5864 (5.7 %)   | 85               | [ 73 ]    | [ 74 ]  |